# Kizza Besigye

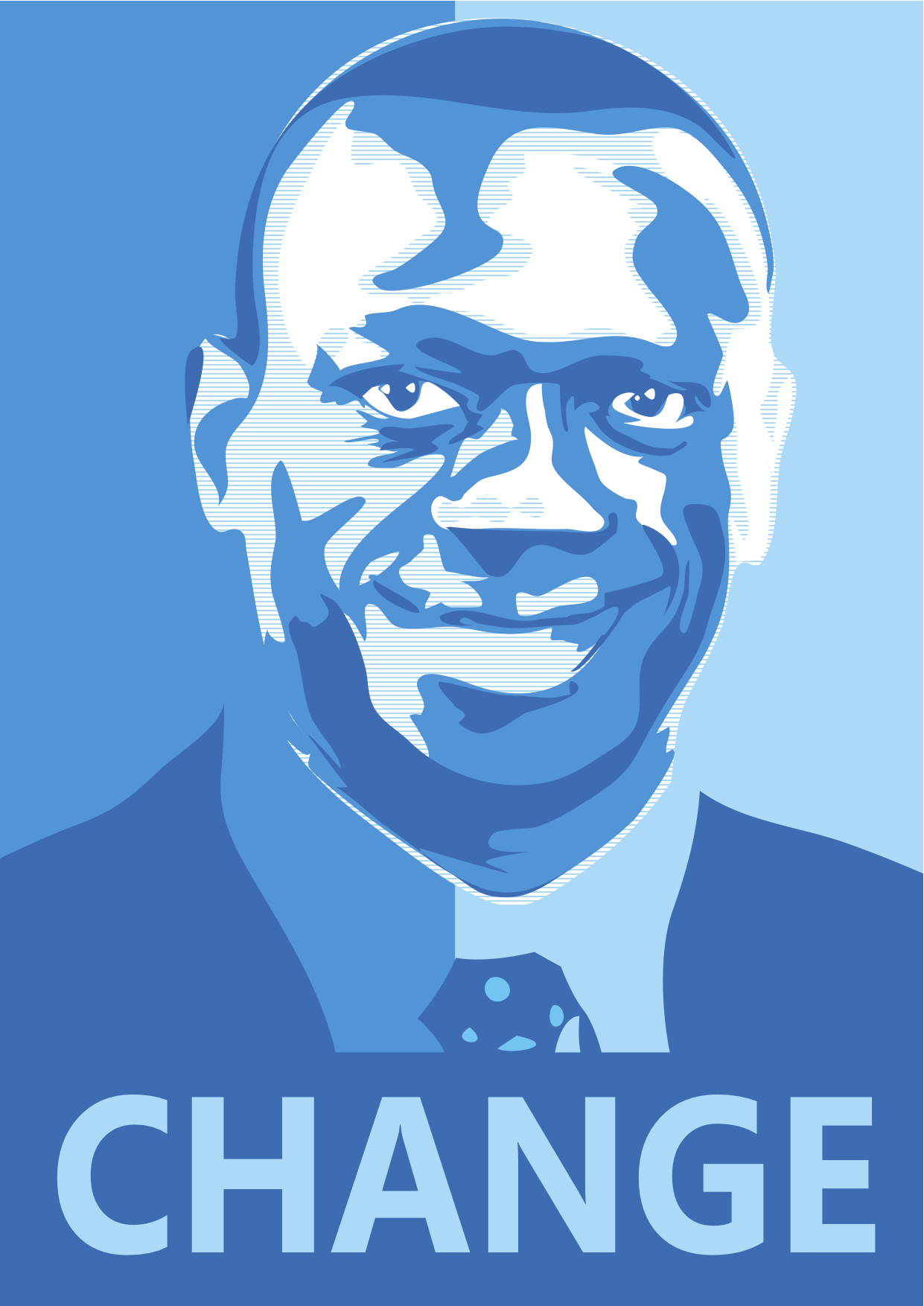
Kizza Besigye auf einem Wahlplakat von 2011

Kizza Besigye (* 22. April 1956 in Rukungiri) ist ein ugandischer Politiker.

## Leben
Besigyes Eltern starben, als er noch ein Kind war. Dennoch gelang es ihm 1980, sein Studium der Medizin an der Makerere-Universität in Kampala erfolgreich abzuschließen. Er arbeitete zunächst im Aga-Khan-Krankenhaus in Nairobi (Kenia), widmete sich danach aber seiner militärischen Ausbildung und schloss sich der National Resistance Army (NRA) an.
Gemeinsam mit dem späteren Präsidenten Yoweri Museveni kämpfte er von 1980 bis 1986 gegen Präsident Milton Obote, welche mit der Machtübernahme Musevenis endete. Besigye erhielt das Amt des Ministers für interne Angelegenheiten. In den folgenden Jahren bekleidete er mehrere politische Ämter und hatte 2001 schließlich den Rang eines Colonels inne und war oberster Berater des Verteidigungsministeriums.
Seine erste Kandidatur gegen seinen damaligen Kampfgefährten Museveni, hatte Besigye am 12. März 2001 mit 27,8 Prozent gegen 69,3 Prozent verloren. Allerdings wird die Wahl von verschiedenen Seiten als manipuliert bezeichnet. Außerdem beendete seine erste Kandidatur die Freundschaft zwischen den beiden Männern. Kizza Besigye begab sich 2001 ins Exil nach Südafrika.
Besigye ist heute immer noch der Oppositionsführer seines Landes und kehrte Ende November 2005 aus dem Exil nach Uganda zurück, um bei der Präsidentschaftswahl am 23. Februar 2006 anzutreten. Musevenis ließ diesen sofort nach seiner Einreise am 14. November in Kampala wegen angeblichen Landesverrats sowie der Vergewaltigung einer damals 20-jährigen im Jahre 1997 oder 1998 verhaften. Am 1. Februar erklärte das oberste Gericht Ugandas das Militärverfahren gegen Besigye für verfassungswidrig, beim parallel laufenden Vergewaltigungsprozess empfahlen die Geschworenen einen Tag später einen Freispruch.
Der amtierende Präsident wirft ihm vor, Unterstützung aus Ruanda, dem Kongo und von Rebellen aus dem Sudan angefordert zu haben, um ihn zu stürzen.
Dieser Vorwurf wird von den ausländischen Medien als unglaubwürdig eingestuft, da Besigye Präsident des Forums für Demokratie und Wandel (FDC) ist, einem Bündnis ugandischer Oppositionsgruppen. Am 2. Januar 2006 wurde Besigye vorläufig auf freien Fuß gesetzt, während der Prozess weiter lief. Am Wahltag konnte er allerdings lediglich 37,36 Prozent der Stimmen gewinnen, so dass Museveni im Amt verblieb.
Bei der Präsidentschaftswahl im Februar 2011 unterlag Besigye seinem politischen Kontrahenten Museveni erneut. Auf Besigye entfielen 26 % der Stimmen, auf Museveni 68 %.
Bei der Präsidentschaftswahl 2016 unterlag Besigye abermals seinem politischen Kontrahenten Museveni. Auf Besigye entfielen 35,4 % der Stimmen, auf Museveni 60,8 %.
Am 11. Mai 2016 wurde Besigye verhaftet und am 14. Mai wegen Landesverrats angeklagt. Aus Protest gegen die Vereidigung zur fünften Amtszeit von Präsident Museveni hatte sich Besigye über das geltende Demonstrationsverbot hinweggesetzt und eine eigene Amtseinführungszeremonie veranstaltet.
In den folgenden Jahren war Besigye politisch weniger aktiv und trat bei der Präsidentschaftswahl 2021 nicht an; im April erklärte er, eine politische Pause einzulegen. Dennoch kündigte er 2024 an, in die Politik zurückzukehren, um die "Unordnung" in seiner Partei zu beheben, die sich in zwei Fraktionen gespalten hatte. Er äußerte den Wunsch, sich mit 70 Jahren zurückzuziehen, und wolle in der verbleibenden Zeit "hart arbeiten", um den Ugandern zu helfen.
Im November 2024 wurde Besigye Berichten zufolge während einer Buchvorstellung in Nairobi, Kenia, entführt und nach Uganda abgeschoben, wo er in einem Militärgefängnis inhaftiert wurde. Seine Frau Winnie Byanyima, Exekutivdirektorin von UNAIDS, forderte in einem Beitrag auf X (ehemals Twitter) seine Freilassung und stellte die Rechtmäßigkeit seiner Inhaftierung in Frage, da er kein Soldat sei.
Am 20. November 2024 erschien Besigye vor einem Militärgericht in Kampala, wo er die gegen ihn erhobenen Anklagen, darunter illegaler Waffenbesitz und der Versuch, im Ausland Waffen zu erwerben, bestritt. Er protestierte gegen die Verhandlung vor einem Militärgericht und forderte ein ziviles Gerichtsverfahren, wurde jedoch überstimmt. Sein Mitangeklagter, der Oppositionspolitiker Obedi Lutale, bestritt ebenfalls die Vorwürfe.
Besigyes mutmaßliche Entführung hat in Kenia und international Besorgnis ausgelöst. Menschenrechtsorganisationen wie die Kenya National Commission on Human Rights (KNCHR) äußerten sich besorgt über die Zunahme erzwungener Abschiebungen. Der Bürgermeister von Kampala, Erias Lukwago, ein enger politischer Verbündeter Besigyes, forderte eine Erklärung der kenianischen Regierung. Kenias Regierungssprecher Isaac Mwaura gab an, von keiner Entführung zu wissen, und der höchste Beamte des Außenministeriums, Korir Sing'oei, erklärte, nicht gewusst zu haben, dass Besigye sich im Land aufhielt.
Seit 1998 ist er mit Winnie Byanyima verheiratet.